# Fletcher Aviation
Pour les articles homonymes, voir Fletcher.
Fletcher Aviation Corp, 190 W Colorado St, Pasadena, Californie, est une entreprise de construction aéronautique américaine créée en 1941 par Wendell, Frank, Maurice Fletcher. 
L’entreprise connut le succès avec le Fletcher FU-24, monoplace agricole dessiné par John W Thorp et produit en série pour la Nouvelle-Zélande. 
En 1960 Fletcher Aviation Corp devient le département Flair Aviation du groupe AJ Industries (Également désignée Sargent Fletcher (en) Co). Les droits de production du Fletcher FU-24 furent achetés en 1964 par Air Parts of New Zealand, devenu depuis Pacific Aerospace Corp.

## Avions produits par Fletcher Aviation
- Fletcher FBT-2
- Fletcher FL-23
- Fletcher FU-24 Utility
- Fletcher FD-25 Defender